# Erwin Baumann (SS-Mitglied)
Erwin Oskar Paul Baumann (* 29. Juli 1904 in Stotternheim, Regierungsbezirk Erfurt; † 12. Februar 1983 in Traunstein) war ein deutscher nationalsozialistischer Funktionär. Er betätigte sich zunächst in der Reichsjugendführung und war zuletzt SS-Standartenführer.

## Leben
Er war der Sohn des Eisenbahnsekretärs Karl Baumann und dessen Ehefrau Martha geborene Treuter. Nach dem Besuch der Oberrealschule in Ilmenau, an der er das Abitur ablegte, absolvierte er seine Lehrzeit an der Commerz- und Privatbank. Später war Erwin Baumann in der Industrie und im Bankwesen tätig. Fünf Jahre arbeitete er bei der Treuhand- und Revisionsgesellschaft in Weimar. Zunächst gehörte er 1922/23 dem Jungdeutschen Orden an. Bereits am 31. August 1923 war er der NSDAP (Mitgliedsnummer 41.853) beigetreten. 1924/25 war er Mitglied des Frontbanns. Zum 29. Mai 1925 trat er der nach dem Parteiverbot neu gegründeten NSDAP erneut bei (Mitgliedsnummer 6.658). Von 1926 bis 1931 war er auch Mitglied der SA, der er zuvor schon kurzzeitig 1923 angehört hatte. Er wurde im gleichen Jahr zum Leiter der NSDAP-Ortsgruppe in Kölleda gewählt. Im Jahre 1931 wurde Erwin Baumann auch SS-Mitglied (Mitgliedsnummer 17.307). Baumann war Träger des Goldenen Parteiabzeichens.

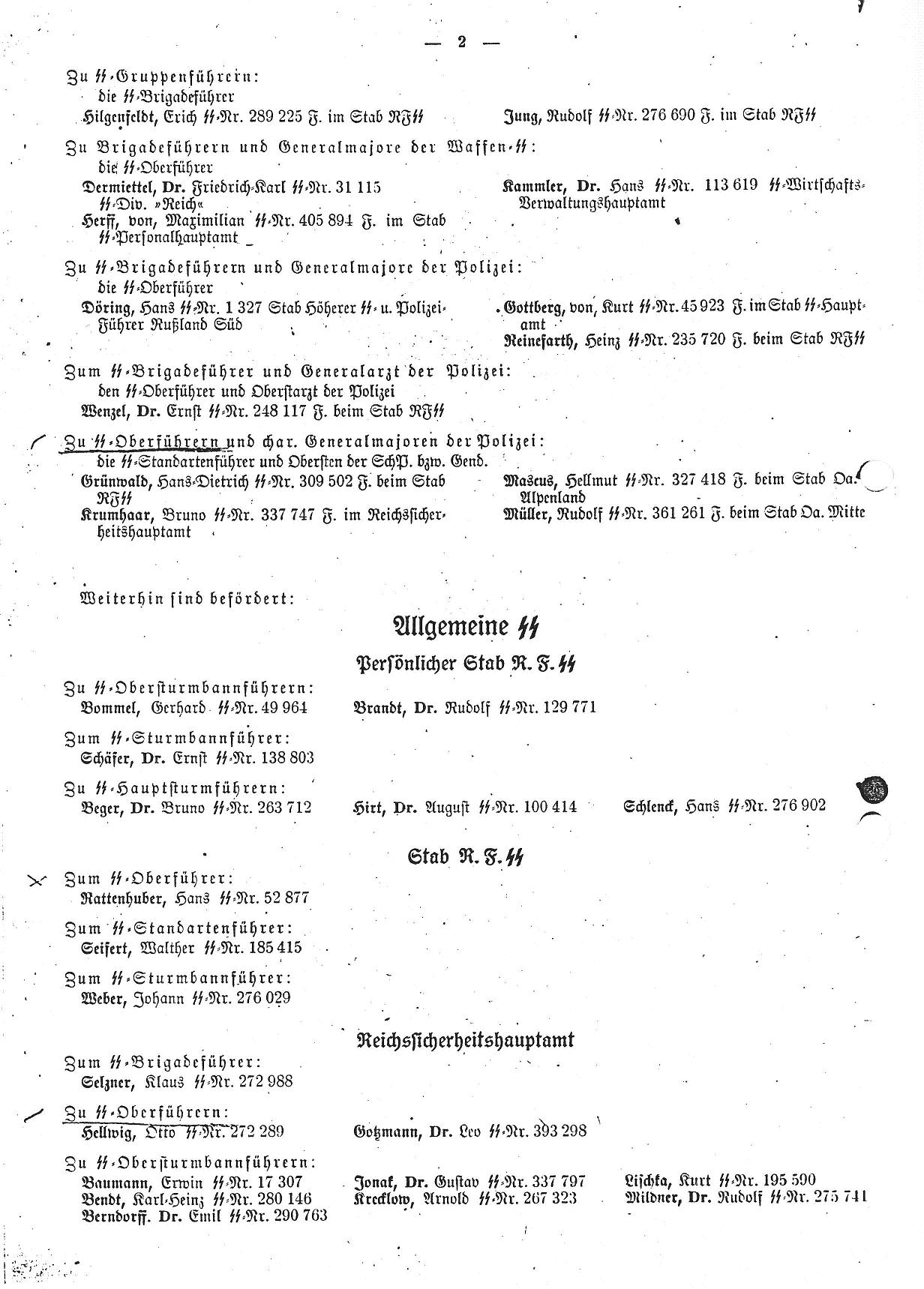
Beförderung zum SS-Obersturmbannführer an Hitlers Geburtstag 1942 im SS-Verordnungsblatt

Nach der Machtergreifung durch die Nationalsozialisten wurde er 1933 Revisionsleiter in der Reichsjugendführung München und im August des Jahres als Gebietsführer und stellvertretender Leiter der Abteilung 4 Verwaltung nach Berlin berufen. Im Januar 1934 wurde Erwin Baumann Adjutant des Stellvertreters des Reichsjugendführers Karl Nabersberg unter Beibehaltung seiner übrigen Ämter. Auch wurde er 1934 Adjutant und später Stellvertreter des Stabsführers der HJ Hartmann Lauterbacher. Im gleichen Jahr wurde er wegen Unterschlagung und falscher Berichterstattung aus der Hitlerjugend und der Reichsjugendführung ausgeschlossen. Von 1936 bis 1939 arbeitete er ehrenamtlich für den SD. Danach war er Revisor einer Treuhandgesellschaft der DAF und ab Ende 1936 zunächst Hilfsrevisor, dann Revisor bzw. Reichsrevisor bei der NSDAP-Reichsleitung in München. Des Weiteren vertrat er den Sonderbeauftragten des Reichsschatzmeisters in Berlin. Im April 1939 wurde er Reichshauptstellenleiter.
Während des Zweiten Weltkrieges war er zunächst von September 1939 bis Jahresbeginn 1943 Leiter für das Finanzwesen (Gruppe VIII) des Bodenamts Prag (Sektion IX) des Ministeriums für Landwirtschaft des Reichsprotektorats Böhmen und Mähren. In dieser Zeit wurde er zu Adolf Hitlers Geburtstag 1942 zum SS-Obersturmbannführer ernannt. Im Februar 1943 wurde er zu einem SD-Einsatzkommando in die Ukraine abkommandiert und leitete von August bis Oktober 1943 eine Abteilung beim Kommandeur der Sicherheitspolizei und des SD in Wolhynien. Ab November 1943 bis zum Kriegsende 1945 war er mit polizeilichen Sonderaufgaben in Italien u. a. bei der „Bandenbekämpfung“ eingesetzt. Er wurde 1944 mit dem Kriegsverdienstkreuz II. Klasse mit Schwertern ausgezeichnet. Am 30. Januar 1945 erfolgte seine Ernennung zum SS-Standartenführer.
Nach 1946 verliert sich seine Spur.